# Батили, Шейк
Шейк Умар Батили (фр. Cheick Oumar Bathily; 10 октября 1982, Мали) — малийский футболист, вратарь.

## Карьера

### Клубная карьера
Шейк начал футбольную карьеру в «Джолибе», с которой дважды стал чемпионом Мали и четыре раза выиграл Кубок страны. В 2010 году голкипер перешёл в клуб «Дугуволофила», за который провёл 3 сезона.
В 2013 году Батили возвратился в «Джолибу», однако спустя два сезона вновь ушёл в «Дугуволофилу».

### В сборной
В 1999 году Батили в составе юношеской сборной Мали принимал участие в Чемпионате мира в Новой Зеландии. На турнире он сыграл во всех трёх матчах своей команды, в которых пропустил только один мяч. Малийцы довольно сенсационно сыграли вничью со сверстниками из Германии и Бразилии.
В начале 2004 года Батили был заявлен для выступления в Кубке африканских наций 2004 в Тунисе. На турнире Шейк не провёл ни одной игры, а малийцы заняли 4 место.
Шейк был включён в состав сборной для участия в Олимпийских играх в Афинах. В Греции голкипер провёл все игры в запасе.

## Достижения
«Джолиба»
- Чемпион Мали (2): 2004, 2008/09
- Обладатель Кубка Мали (4): 2002/03, 2004, 2007, 2008/09